# Romanillos de Atienza
Romanillos de Atienza es un municipio y localidad española de la provincia de Guadalajara, en la comunidad autónoma de Castilla-La Mancha. El término municipal tiene una población de 33 habitantes (INE 2024).

## Geografía
Tiene una extensión de 24,01 km² con una población de 43 habitantes (INE 2017). La localidad forma parte de la ruta del Destierro del Camino del Cid. 

## Historia
A mediados del siglo XIX, el lugar contaba con una población censada de 210 habitantes. La localidad aparece descrita en el decimotercer volumen del Diccionario geográfico-estadístico-histórico de España y sus posesiones de Ultramar de Pascual Madoz de la siguiente manera:

ROMANILLOS DE ATIENZA: l. con ayunt. en la prov. de Guadalajara (14 leg.), part. jud. de Atienza (2), aud. terr. de Madrid (24), dióc. de Sigüenza (6). sit. en un valle con buena ventilacion y clima frio, tiene 68 casas; la consistorial; escuela de instruccion primaria, frecuentada por 20 alumnos; una igl. parr. (San Andrés Apóstol) sevida por un cura y un sacristan. térm.: confina con los de Bañuelos, Torrevicente, Casillas, y Barcones; dentro de él se encuentra una fuente de buenas aguas, y una ermita (la Soledad): el terreno en su mayor parte es de buena calidad. caminos: los que dirigen á los pueblas limítrofes, todos de herradura y en mal estado. correo: se recibe y des en la cab. del part. prod.: trigo, centeno, cebada, leñas de combustible y carboneo y yerbas de pasto con las que se mantiene ganado lanar y vacuno; abunda la caza de perdices. ind.: la agrícola. pobl.: 78 vec., 210 alm. cap. prod.: 2,084.000 rs. imp.: 104,200 contr.: 7,168.
(Madoz, 1849, p. 550)

## Demografía
Romanillos de Atienza cuenta con una población de 33 habitantes (INE 2024).
| Gráfica de evolución demográfica de Romanillos de Atienza entre 1842 y 2021                                         |
| |
| Población de derecho según los censos de población del INE Población de hecho según los censos de población del INE |

## Patrimonio

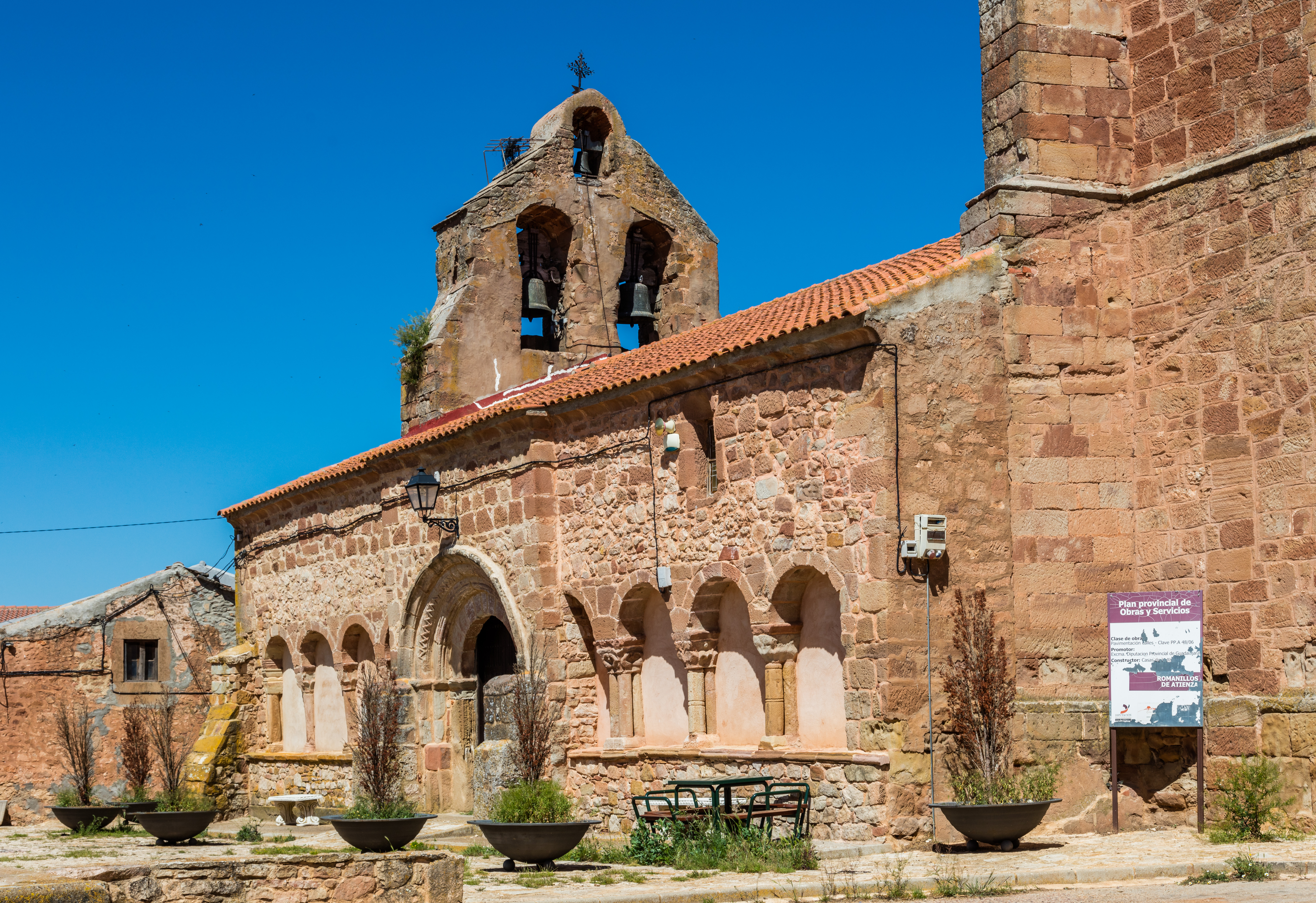
Iglesia de San Andrés

En la localidad hay una iglesia bajo la advocación de San Andrés Apóstol, de estilo románico rural, que data del siglo XIII.